# Ithomia
Итомия (лат. Ithomia) — род бабочек из подсемейства данаид (Danainae), семейства нимфалид (Nymphalidae). Виды распространены от Центральной до Южной Америки.

## Виды
- Ithomia agnosia Hewitson, 1855 — Венесуэла, Колумбия
- Ithomia amarilla Haensch, 1903 — Эквадор
- Ithomia anaphissa Herrich-Schäffer 1864 — Колумбия
- Ithomia arduinna d’Almeida, 1952 — Боливия, Перу
- Ithomia avella Hewitson, 1864 — Северо-западная Венесуэла, Эквадор, Колумбия
- Ithomia celemia Hewitson, 1854 — от Коста-Рики до Венесуэлы
- Ithomia cleora Hewitson, 1855 — Эквадор
- Ithomia diasia Hewitson, 1854 — Колумбия, от Никарагуа до Панамы, Эквадор
- Ithomia drymo Hübner, 1816 — Колумбия
- Ithomia eleonora Haensch, 1905 — Боливия
- Ithomia ellara Hewitson, 1874 — Перу, Боливия
- Ithomia heraldica Bates, 1866 — от Никарагуа до Панамы
- Ithomia hyala Hewitson, 1856 — Эквадор, Колумбия, Панама
- Ithomia iphianassa Doubleday, 1947 — от Никарагуа до Венесуэлы, Северо-западный Перу, Тринидад
- Ithomia jucunda Godman & Salvin, 1878 — Панама, Колумбия, Коста-Рика, Эквадор
- Ithomia lagusa Hewitson, 1856 — от Колумбии до Перу
- Ithomia leila Hewitson, 1852 — Мексика, Гватемала
- Ithomia lichyi d’Almeida, 1939 — от Восточного Перу до Восточной Бразилии
- Ithomia patilla Hewitson, 1852 — Мексика, Гватемала, Панама
- Ithomia praeithomia Vitale & Bollino, 2003 — Перу
- Ithomia salapia Hewitson, 1853 — Эквадор, Боливия, Бразилия
- Ithomia terra Hewitson, 1853 — от Коста-Рики до Боливии, Перу
- Ithomia xenos (Bates, 1866) — Коста-Рика, Панама